# 鲁花集团

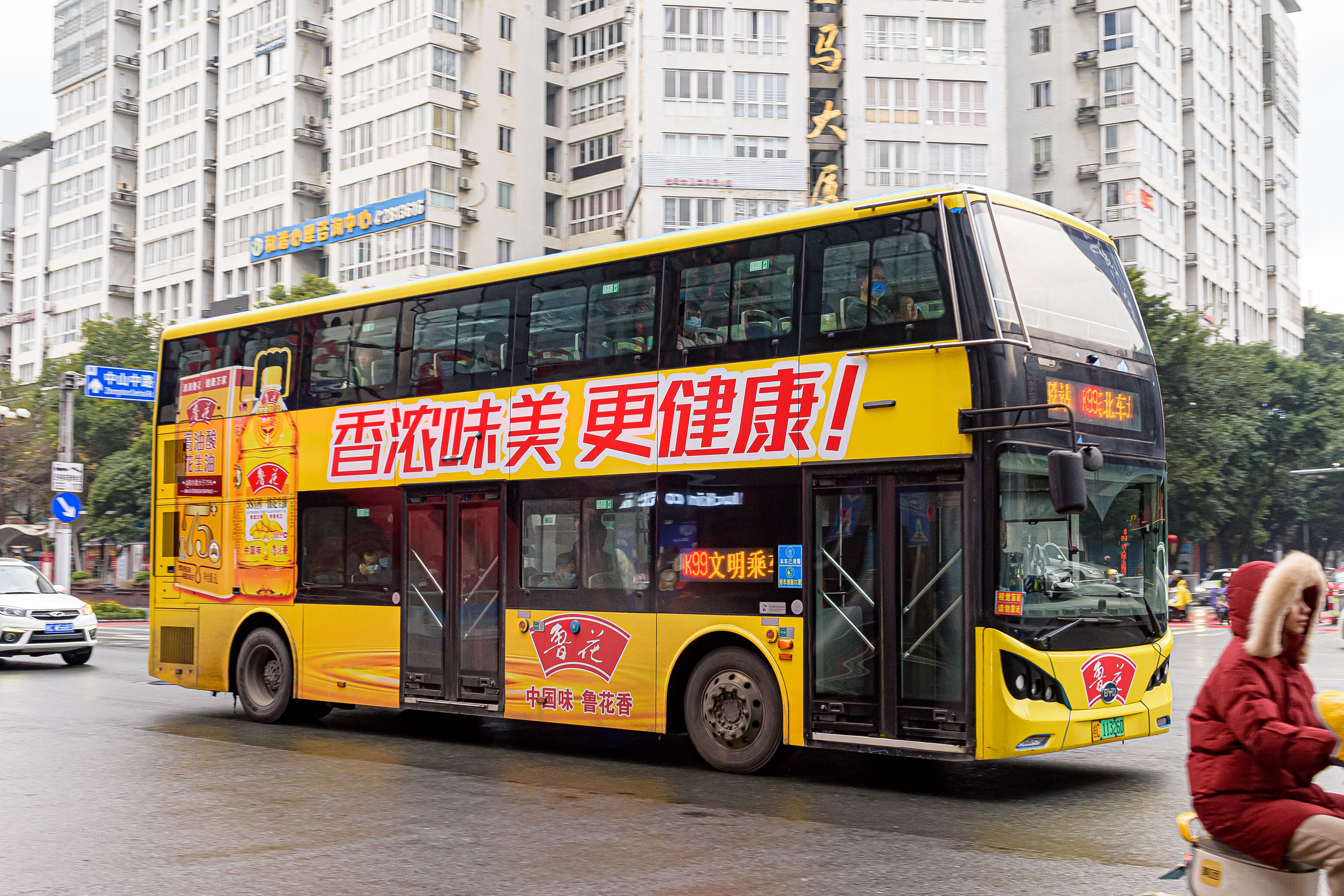
桂林公交一辆披有鲁花集团车身广告的比亚迪K8S

山东鲁花集团有限公司簡稱魯花，是中華人民共和國山東省一家花生油生產企業，创始人為孙孟全。1986年，时任山东莱阳姜疃镇物资站站长的孙孟全创立鲁花植物油厂並從事花生油生产。後來山东鲁花集团成为中国最大的花生油生产企业。

## 外部連結
- 官方网站